# Singspiel
Il Singspiel (AFI: /ˈzɪŋˌʃpiːl/; termine che significa letteralmente "recita cantata") è un genere operistico in voga tra il XVIII e il XIX secolo, sorto e sviluppatosi in area tedesco-austriaca, caratterizzato dall'alternanza di parti recitate e parti cantate. A differenza dell'opera italiana, che prevede recitativi cantati, nel Singspiel i recitativi sono invece recitati, in lingua tedesca, come nel teatro di prosa.
I brani vocali sono generalmente semplici e strofici, simili ai Lieder.
Tale genere, come le forme corrispondenti della ballad opera inglese, dell'opéra-comique francese e della zarzuela spagnola, appartiene alla sfera del teatro popolare, non colto, scritto in lingua locale e destinato a piccoli palcoscenici, e sarà un'anticipazione dell'operetta.
I soggetti prediletti sono fantastici, favolistici o parodistici, comunque di facile presa sul pubblico: nonostante ciò, il Singspiel comincia a essere nobilitato grazie all'interessamento di musicisti notevoli, quali Johann Adam Hiller, Carl Ditters von Dittersdorf, Joseph Haydn e Josef Bárta. È però con i due capolavori mozartiani, Il ratto dal serraglio e Il flauto magico, che il Singspiel assurge a modello di opera nazionale tedesca per antonomasia. Inoltre, all'inizio dell'Ottocento, si rifaranno a questa forma popolare Ludwig van Beethoven e Carl Maria von Weber per realizzare le loro opere "tedesche", Fidelio e Il franco cacciatore.

## Esempi di Singspiel
- Die Jagd, musica di Johann Adam Hiller su libretto di Christian Felix Weiße, 1770
- Günther von Schwarzburg, musica di Ignaz Holzbauer su libretto di Anton Klein, 1777, Mannheim
- Der adeliche Taglöhner, musica di Josef Bárta, su libretto di Joseph Weidmann, 1780, Vienna
- Der Rauchfangkehrer, musica di Antonio Salieri 1781
- Il ratto dal serraglio, musica di Wolfgang Amadeus Mozart, 1782
- Der Apotheker und der Doktor, musica di Carl Ditters von Dittersdorf, 1786
- Il flauto magico, musica di Wolfgang Amadeus Mozart, 1791
- Fidelio, musica di Ludwig van Beethoven, 1805
- Abu Hassan, musica di Carl Maria von Weber, 1810
- Il franco cacciatore, musica di Carl Maria von Weber, 1821
- Zar e carpentiere, musica di Albert Lortzing, 1837
- Alcesti, musica di Christoph Martin Wieland, 1773